# Adam Marsh
Adam Marsh (Adam de Marisco) (c. 1200 – 18 de noviembre de 1259), franciscano inglés, erudito y teólogo, nació alrededor del año 1200 en la diócesis de Bath, y estudió en la Oxford (Greyfriars) con el conocido Robert Grosseteste. 
Antes de 1226 Marsh recibió el beneficium de Wearmouth de su tío, Richard Marsh, obispo de Durham; pero entre ese año y 1230 entró en la orden franciscana. Aproximadamente en 1238, se convirtió en lector de la orden franciscana en Oxford, y en pocos años fue premiado por la orden de aquella provincia inglesa como un intelectual y líder espiritual. Su pupilo Roger Bacon, habló positivamente sobre sus logros en teología y en matemáticas.
Su fama, sin embargo, se basa en la influencia que ejerció sobre los estadistas de la época. Fue consultado por su amigo Robert Grosseteste, fue director espiritual de Simon de Montfort, la condesa de Leicester y la reina, y como abogado experto en teología por el primado Bonifacio de Sanvoy, hizo mucho para encaminar la política del partido de la corte y del de la oposición en los aspectos que afectaban los intereses de la iglesia. Se retiró del cargo, y nunca se convirtió en ministro provincial de los franciscanos ingleses, aunque constantemente recibía comisiones de responsabilidad. Enrique III de Inglaterra y el arzobispo Bonifacio intentaron infructuosamente asegurarle para la sede episcopal de Ely en 1256 En 1257 la salud de Marsh decayó, y murió probablemente dos años después.
Al juzgar por su correspondencia, no le interesaba la política secular. Simpatizó con Montfort como amigo de la iglesia y como un hombre tratado injustamente; pero en la víspera de la revolución baronal mantuvo términos amistosos con el rey.